# Mihajlo Szerhijovics Hrusevszkij
Mihajlo Szerhijovics Hrusevszkij (ukránul: Михайло Сергійович Грушевський, lengyelül: Mychajło Hruszewski; Chełm, 1866. szeptember 17. – Kiszlovodszk, 1934. november 24.) ukrán akadémikus, tudós, politikus és államférfi, a 20. század eleji ukrán nemzeti ébredés egyik kulcsfigurája. Az ország egyik legjelentősebb modern történésze, ösztöndíjak szervezője, a forradalom előtti ukrán nemzeti mozgalom vezetője, a forradalmi parlament elnöke, az Ukrán SZSZK kulturális életének vezető alakja. A sztálini tisztogatások idején, tisztázatlan körülmények között hunyt el.

## Élete

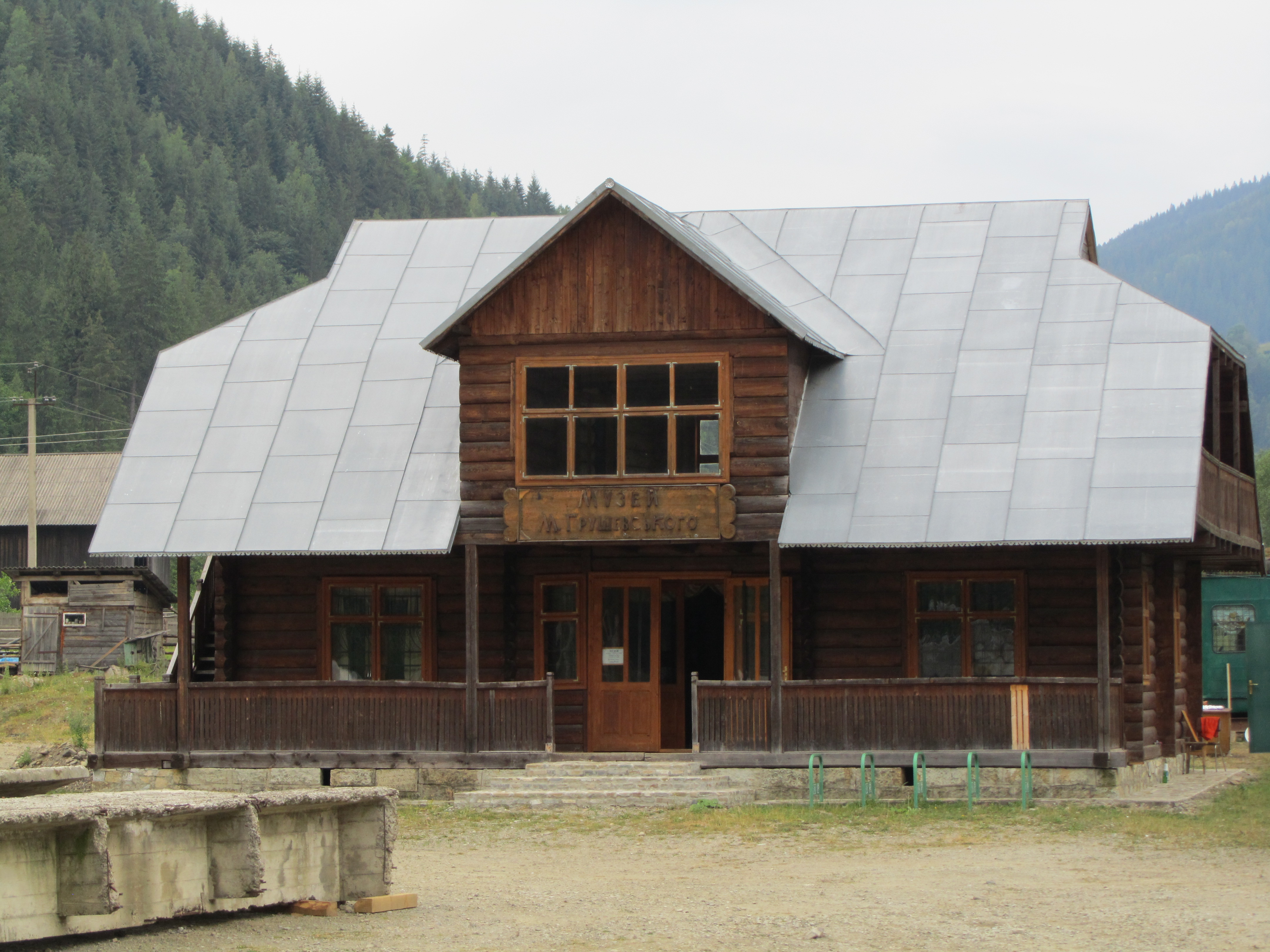
A hirvorivnyiai Hrusevszkij-múzeum

1866. szeptember 29-én született ukrán nemesi családba Chełmben, a Kongresszusi Lengyelország területén. A Kaukázus lábainál, Sztavropolban és Vlagyikavkazban nőtt fel. Lelki szülőföldjét Podóliában, Szesztrinyivka faluban (Podóliai kormányzóság) találta meg, édesanyja (Hlafira Zaharivna Hrusevszki) itt született, apja a helyi ortodox pap volt. Ugyanebben a faluban házasodott össze a kijevi Papi Szeminárium professzorához, Szerhij Fedorovics Hrusevszkijhez. A férfi apja többször kitüntetett katonai tiszt volt (kétszer kapta meg a Szent Anna-rendet, volt Bronzkeresztje és nemesi címe is), a Tarasz Sevcsenko Kijevi Nemzeti Egyetem Történelem Tanszékén diplomázott, később személyesen dicsérhette meg unokáját, amikor az is ide iratkozott be.

## Történészként
Hrusevszkij első tudományos könyvének címe „Bar Szvasztovo: Történelmi megjegyzések XV-XVIII” volt, amely Bar történelméről szólt. Ő írta az ukrán történelem első részletes, tudományos igényű szintézisét, Az Ukrajna-Rusz története címmel. A tízkötetes sorozat ukrán nyelven íródott, az őstörténettől az 1660-as évek végéig tartó időszakot ölelte fel. Munkájában törekedett az egyensúlyra a közemberek és a politikai szervezetek között, ez tekinthető mestermunkájának. A felvilágosodás racionalizmusát ötvözte a romantika történelemszemléletével, pozitív szemlélete szülőföldjének és népének hiteles leírását eredményezhette. Az ukrán irodalom története, Az ukrán nép története és Ukrajna képes története címmel is többkötetes műveket írt, amelyek nagyon népszerűek voltak, utóbbi oroszul is megjelent. A nagy munkái mellett számos részterületet is vizsgált, ezeknél ütközött ki igazán kritikus szemlélete. Személyes bibliográfiája több, mint 2000 különböző címet számlál.
Hrusevszkij írásaiban több szemlélet is megjelent.Kezdetben kontinuitást látott az ókortól napjaiig. E szerint Szkítia, a Kijevi Rusz és a kozákok egyaránt az ukrán örökség részei. Úgy tekintett a Halics–Volhíniai Fejedelemségre, mint a Kijevi Rusz egyetlen legitim örökösével. Ez ellentétben állt a hivatalos orosz állásponttal, mely szerint először a Vlagyimir–Szuzdali Fejedelemség, majd a cári Oroszország alakult belőle ki. Hogy bizonyítsa igazát, a „köznép” szerepét hangsúlyozta. Szerinte ez a nép a lázadások helyett hagyta uralkodni a jogos uralkodókat. Hrusevszkij nemcsak a belső, hanem a külső tényezőket is figyelembe vette. Szerinte a ruszok nem viking, hanem szláv eredetűek, a belső széthúzás vezetett a Kijevi Rusz felbomlásához, hangsúlyozta az ukránok változatos etnikai összetételét és a kozákok eredetét is. Úgy gondolta, a jobbágyok menekülése szintén fontos e témában. A 16. és 17. századi ukrán reneszánsz nemzeti szempontjait vizsgálta, szerinte Bohdan Hmelnickij és a kozákok felkelése a Lengyel–litván unió ellen inkább nemzeti és társadalmi, mint egyszerűen vallási jellegű volt. Így általános történelemszemléletét a kontinuitás, nativizmus és populizmus jellemzi.
A Hrusevszkij gondolataiban megjelenő állam történelmi szerepéről a mai napig nincs egyetértés. Egyesek szerint a populizmussal szembeni mély ellenvetése végig megmaradt, ebből származhat a demokrácia iránti elköteleződése, míg mások szerint erre csak azért volt szükség, mert előre tervezte a független ukrán állam kialakítását.

## Tudósként
Ösztöndíjak szervezőjeként ő felügyelte a Sevcsenko Irodalmi Társaság átalakulását, amely az Osztrák–Magyar Monarchia kezén lévő Galíciában működött, ebből lett a Sevcsenko Tudományos Társaság. A szervezet az első világháború előtt több száz tudományos kiadványt jelentetett meg, az orosz–osztrák határ két oldalán élő emberek nem hivatalos tudományos akadémiájává nőtte ki magát. Az 1905-ös orosz forradalom után megalapította az Ukrán Tudományos Társaságot Kijevben, az 1907-es intézet a jövőbeni prototípusaként szolgált. Az 1917-es oroszországi forradalmak után bécsi száműzetése alatt alapította meg az Ukrán Szociológiai Intézetet, majd visszatérése után az 1923-ban alapított Ukrán Nemzeti Tudományos Akadémia jelentős alakja lett.

## Politikusként

### 1917 előtt
Politikai vezetőként először Galíciában jelent meg a színen, ahol a lengyel politikai túlsúly és a ruszin partikularizmus ellen lépett fel, ezek helyett az ország keleti és nyugati részeit egyesítő ukrán identitást pártolta. 1899-ben a galíciai központú Nemzeti Demokrata Párt társalapítója volt. A párt már az esetlenes ukrán függetlenségre készült. 1905 után az orosz állami dumában volt az Ukrán Klub tanácsadója.

### Az ukrajnai forradalom

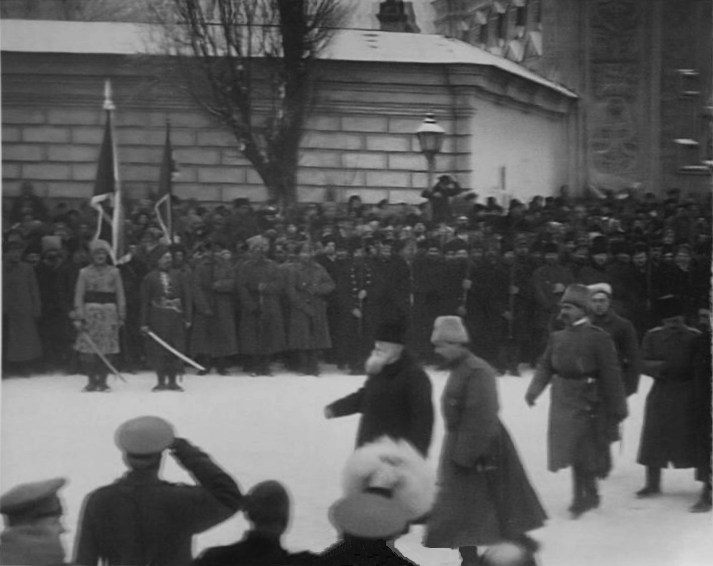
A Központi Rada vezetőjeként egy katonai parádén, 1917

1917-ben a kijevi forradalmi parlament, azaz a Központi Rada elnökének választották, fokozatosan irányította az országot egy demokratikus Oroszországban betöltött autonómiától a teljes függetlenségig. Ekkoriban egyértelműen radikális demokrataként és szocialistaként volt jellemezhető. Miután Pavlo Petrovics Szkoropadszkij tábornok német támogatással puccsot hajtott végre, bujkálnia helyett. Úgy érezte, Szkoropadszkij azzal, hogy szociális konzervativizmussal társítja, elárulja az államiság ügyét. A tábornok bukása után visszatért a Direktórium politikai életébe. Hamarosan azonban konfliktusba került vele, 1919-ben emigrált, miután az Ukrán Szocialista Forradalmárok Pártja színeiben mandátumot szerzett, így külföldről is tudta a tevékenységeket koordinálni.

### Emigrációban, visszatérése Ukrajnába
Emigránsként bolsevikpárti helyzetet vett fel. Az Ukrán Szocialista Forradalmárok Pártja más tagjaival együtt megalakította a párt Külföldi Delegációját, amely a bolsevik rezsimmel való megbékélést támogatta. Habár a csoport bírálta a bolsevikokat, elsősorban az ukrajnai centralizmusuk és elnyomó tevékenységük miatt, ezeket félre kellett tenniük, mert a bolsevikok voltak a világforradalom vezetői is. Hrusevszkij és társai felszólították az Ukrán Szovjet Szocialista Köztársaságot, hogy engedélyezzék a pártot, a Külföldi Delegáció is hazatérhessen, de a kormány nem állt deréknak. A delegáció így 1921-ben beszüntette működését, tagjai visszatértek Ukrajnába, Hrusevszkij 1924-ben tért haza.

## Kései évei és halála
Ukrajnába hazatérve a tudományos munkára koncentrált. Mindenekelőtt monumentális történelmi szintézisét írta. A politikai viszonyok megakadályozták visszatérését a közpolitikába, de ennek ellenére bekerült az ukrán értelmiségiek elleni sztálini tisztogatásba. 1931-ben a szovjet sajtó lejárató-hadjáratot indított ellene, Moszkvába száműzték. 1934-ben a politikai rendőrség szoros felügyelete alatt hunyt el a kaukázusi Kiszlovodszkban 68 évesen.

## Öröksége

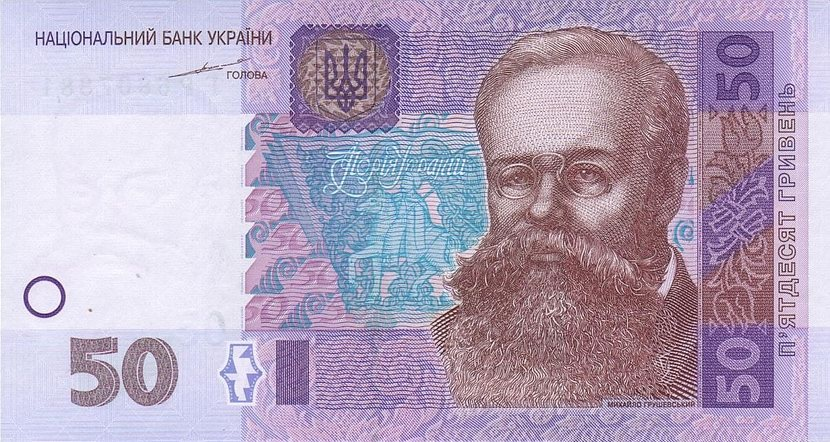
Hrusevszkij arcképe az 50 hrivnyás bankjegyen

Habár Hrusevszkij politikai pályája ellentmondásos megítélésű, az ország egyik legnagyobb tudósának és államférfijának tartják. A mai napig híres Ukrajnában. Már az Ukrán Népköztársaságban jelentős szerepet játszó Volodimir Vinnicsenko és Szimon Petljura is magasztalta, de előbbi túl baloldali, utóbbi túl erőszakos volt, hogy szimbolikus alak legyen.

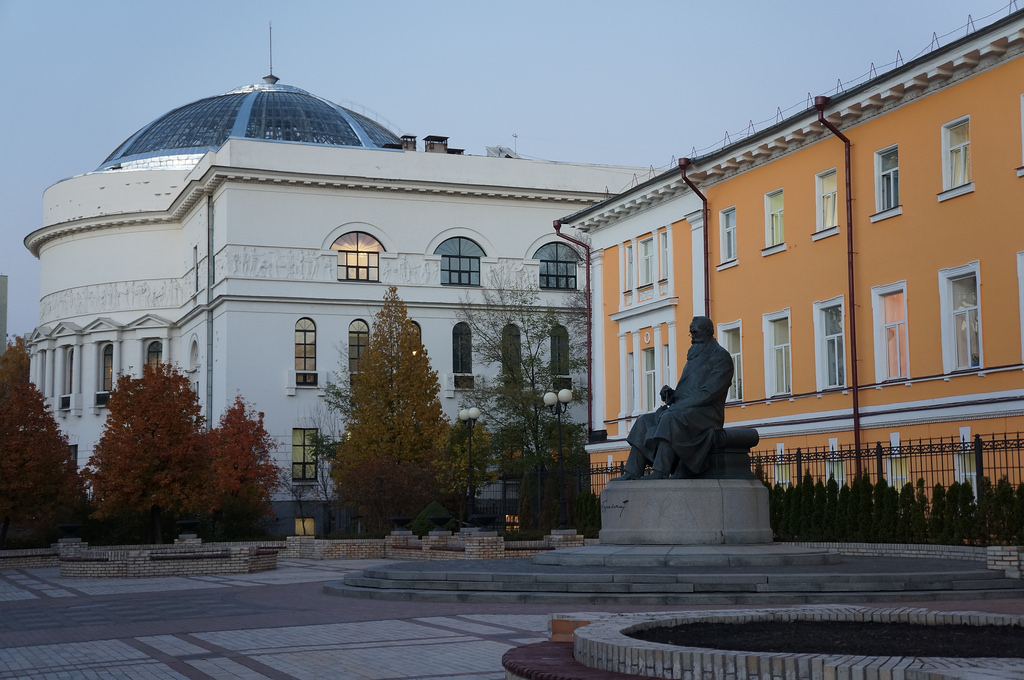
Hrusevszkij-emlékmű Kijevben

Hrusevszkij arcképe jelenik meg az 50 hrivnyás bankjegyen, Kijevben és Lvivben is múzeum és emlékmű őrzi emlékét. Az utcát, ahol az ukrán parlament, a Verhovna Rada ülésezik, de számos más kormányzati hivatal is található itt, Hrusevszkij utcának nevezik. Az Ukrán Tudományos Akadémia 50 kötetben adta ki összegyűjtött műveit.

## Családja
Mihajlo öccse, Olekszandr, és húga, Hanna is történész lett.
Felesége, Maria-Ivanna Hrushevszka (1868. november 8. - 1948. szeptember 19.) az Osztrák–Magyar Monarchia területén, Zborivban született, 1893-ban Lembergben találkozott Hrusevszkijjel, három év után a Borscsiv közelében található Szkala-nad-Zbrucsemben házasodtak össze. 1900. június 21-én Lembergben született meg lányuk, Katerina. 1917 után Maria a Központi Rada tagja volt, emellett az Ukrán Nemzeti Színházban volt pénztáros.

## Fordítás
- Ez a szócikk részben vagy egészben  a   Mykhailo Hrushevsky című angol Wikipédia-szócikk ezen változatának fordításán alapul.  Az eredeti cikk szerkesztőit annak laptörténete sorolja fel. Ez a jelzés csupán a megfogalmazás eredetét és a szerzői jogokat jelzi, nem szolgál a cikkben szereplő információk forrásmegjelöléseként.